# عمر العبدلای
عمر العبدلای (هلندی: Omar Elabdellaoui؛ زادهٔ ۵ دسامبر ۱۹۹۱) یک بازیکن فوتبال اهل نروژ است.
وی همچنین در تیم ملی فوتبال نروژ بازی کرده است.